# 赤坂英一
赤坂 英一（あかさか えいいち、1963年2月24日 - ）は、日本のスポーツライター。広島県竹原市出身。

## 経歴
広島市立長束小学校、広島市立祇園中学校、広島県立安古市高等学校、法政大学文学部日本文学科卒業。大学卒業後、日刊現代に入社。日刊ゲンダイの記者になる。長年プロ野球取材を担当し、2006年、フリーライターに転向。2016年、宮田正直と上宮高等学校野球部を追った『失われた甲子園：記憶をなくしたエースと1989年の球児たち』で第15回新潮ドキュメント賞候補にあがる。なお、18歳から喫煙し始め、40歳で止めた事を告白している。

## 出演番組
- 森本毅郎・スタンバイ!   (TBSラジオ。2016年から「話題のアンテナ 日本全国8時です」に随時ゲスト出演してたが、2017年3月31日から2020年3月27日までの金曜日のレギュラーゲストとして正式に出演。)

## 著書
- 『バントの神様：川相昌弘と巨人軍の物語』（講談社、2002年7月）ISBN 9784062112352
- 『ジャイアンツ愛：原辰徳の光と闇』（講談社、2003年5月）ISBN 978-4062117647
- 『情報源』（講談社、2006年12月）ISBN 978-4062135771
- 『キャッチャーという人生』（講談社、2009年8月）ISBN 9784062157353
- 『プロ野球 二軍監督：男たちの誇り』（講談社、2011年4月）ISBN 9784062167871
- 『最後のクジラ：大洋ホエールズ・田代富雄の野球人生』（講談社、2013年9月）ISBN 9784062185417
- 『2番打者論』（PHP研究所、2012年4月）ISBN 9784569803579
- 『プロ野球 コンバート論』（PHP研究所、2013年5月）ISBN 9784569811932
- 『広島カープ論：蘇る赤ヘル』（PHP研究所、2014年7月）ISBN 9784569819617
- 『失われた甲子園：記憶をなくしたエースと1989年の球児たち』（講談社、2016年4月）ISBN 9784062200417